# Jesper Nielsen (håndboldspiller)
 For alternative betydninger, se Jesper Nielsen. (Se også artikler, som begynder med Jesper Nielsen)
Jesper Nielsen (født 30. september 1989 i Norrköping, Sverige) er en svensk håndboldspiller, der spiller som Stregspiller for Aalborg Håndbold.